# Cordilura nigriseta
Cordilura nigriseta är en tvåvingeart som först beskrevs av Camillo Rondani 1867.  Cordilura nigriseta ingår i släktet Cordilura och familjen kolvflugor. Inga underarter finns listade i Catalogue of Life.